# 毛叶小芸木
毛叶小芸木（学名：Micromelum integerrimum var. mollissimum）为芸香科小芸木属下的一个变种。